# Icosaedro troncato
In geometria solida, l'icosaedro troncato è uno dei tredici poliedri archimedei, ottenuto troncando le 12 cuspidi ad 1/3 della lunghezza del lato dell'icosaedro.
Ha 32 facce, divise in 20 esagoni e 12 pentagoni, 90 spigoli e 60 vertici, in ciascuno dei quali concorrono due esagoni e un pentagono.

## Area e volume
L'area A ed il volume V di un icosaedro troncato i cui spigoli hanno lunghezza a sono le seguenti:
{\displaystyle A=(30{\sqrt {3}}+3{\sqrt {25+10{\sqrt {5}}}})a^{2}}
{\displaystyle V={\frac {1}{4}}(125+43{\sqrt {5}})a^{3}}

## Dualità
Il poliedro duale dell'icosaedro troncato è il pentacisdodecaedro.

## Simmetrie
Il gruppo delle simmetrie dell'icosaedro troncato ha 120 elementi; il gruppo delle simmetrie che preservano l'orientamento è il gruppo icosaedrale {\displaystyle I\cong A_{5}}. Sono gli stessi gruppi di simmetria dell'icosaedro e del dodecaedro.

## Legami con dodecaedro e icosaedro
La seguente sequenza di poliedri illustra una transizione dal dodecaedro all'icosaedro:

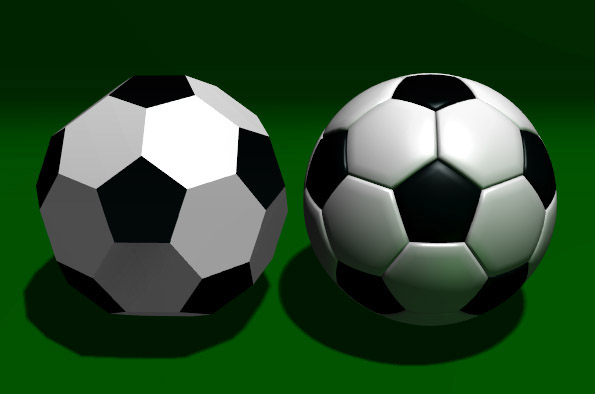
Icosaedro troncato e pallone da calcio

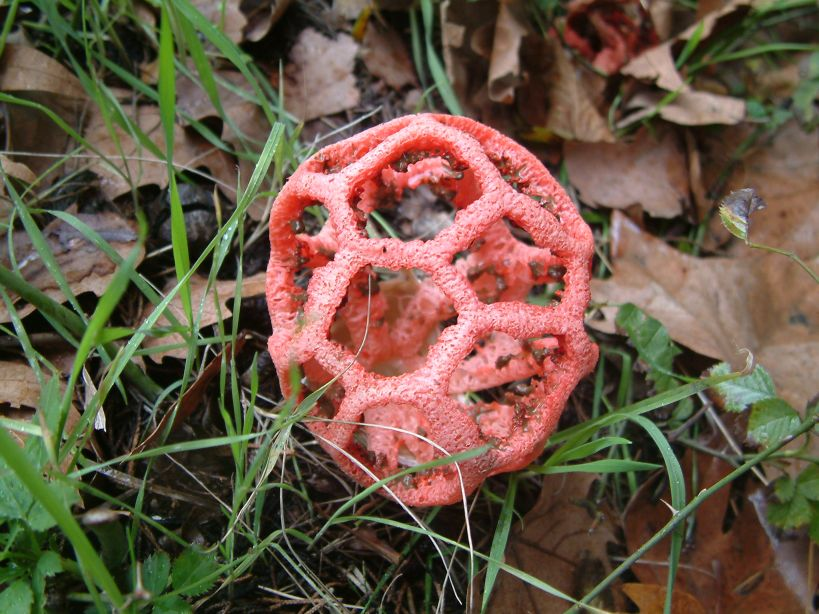
Clathrus ruber maturo

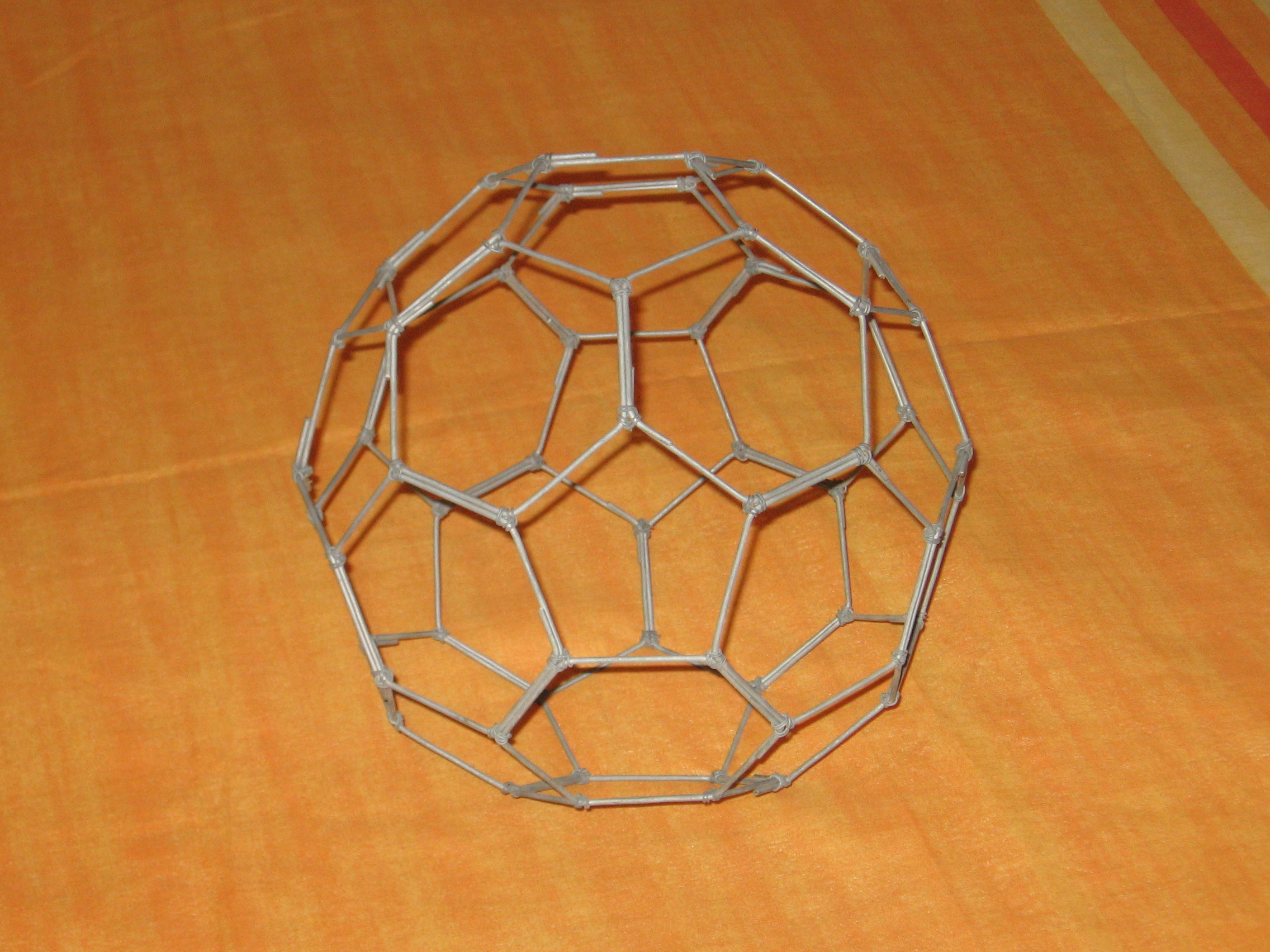
Scheletro dell'icosaedro troncato

| dodecaedro | dodecaedro troncato | icosidodecaedro | icosaedro troncato | icosaedro |

## Nel mondo reale
Uno dei modelli di pallone da calcio ricalca la forma dell'icosaedro troncato, con le facce pentagonali colorate in nero e le esagonali in bianco.
La struttura della molecola del fullerene {\displaystyle C_{60}} corrisponde allo scheletro dell'icosaedro troncato.
Il fungo Clathrus ruber a maturazione, se ben conformato, assume la forma di un icosaedro troncato.